# Charidotis diabolica
Charidotis diabolica là một loài bọ cánh cứng trong họ Chrysomelidae. Loài này được Swietojanska & Borowiec miêu tả khoa học năm 2000.